# Marlers
Marlers – miejscowość i gmina we Francji, w regionie Hauts-de-France, w departamencie Somma.
Według danych na rok 1990 gminę zamieszkiwało 120 osób, a gęstość zaludnienia wynosiła 31 osób/km² (wśród 2293 gmin Pikardii Marlers plasuje się na 877. miejscu pod względem liczby ludności, natomiast pod względem powierzchni na miejscu 980.).